# Phylidorea (Phylidorea) abdominalis
Phylidorea (Phylidorea) abdominalis is een tweevleugelige uit de familie steltmuggen (Limoniidae). De soort komt voor in het Palearctisch gebied.